# Гурієлі

Герб князів Гурієлі

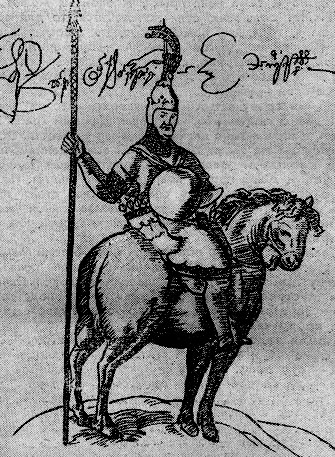
Князь Мамія Гурієлі, XVII століття. Нарис Христофоро де Кастеллі

Гурієлі (груз. გურიელი) — родина князів (мтаварів) Гуріського князівства.

## Історія
Походять від роду Варданідзе. Мають єдине коріння з правителями Мегрельського князівства. Пращури Варданідзе в XI столітті були еріставами (правителями) Сванетії, а потім Гурії, якою керувала одна з гілок династії Варданідзе-Дадіані, відома як Гурієлі. 1463 року Гурію отримав Мамія, син Ліпарита Дадіані. Ця особа відома тим, що він одружився з дочкою Давида Комніна, останнього імператора Трапезундської імперії. Сама імперія припинила існування 1461, Давид помер у Стамбулі 1463 року. Сином Мамії та дочки імператора був Кахабер (1469–1483). З того моменту Гурієлі стали нащадками та спадкоємцями Трапезундської імперії. Син Кахабера, Георгій I (1483–1512) 1491 став князем незалежного князівства Гурія, яке включало до свого складу сучасну Гурію та майже всю Аджарію.
1681 року князь Георгій Гурієлі зумів навіть стати царем Імереті, проте 1683 турки усунули його. Георгій намагався опиратись, проте зрештою загинув 1684 у битві при Рокіті. Його син Мамія ставав царем Імереті тричі: у 1701-02, 1711 та 1713 роках.
З початку XVI століття з півдня почали наступати турки, які потроху завоювали всю Аджарію. Гурія опинилась у скрутному становищі та була змушена підкоритись Мінгрелії. 1723 року князі Гурієлі остаточно втратили Батумі. Турецькі набіги призвели до того, що князівство стало безлюдним і до 1770 року в ньому проживало лише 5-6 тисяч родин.
19 червня 1810 року Мамія V Гурієлі (1803–1826) прийняв російське підданство. Його сина Давида (пом. 1839) запідозрили у перемовинах з турками, через що 2 вересня 1829 князівство було ліквідовано й утворено повіт.
Після 1871 року рід світлійших князів Гурієлі припинився. Двоюрідний брат останнього правителя — Давид (1802–1856), заснував княжий рід Гурієлових.

## Володарі Гурії (Гурієлі)
- Кахабер I — (бл. 1385–1410), син Гіоргі II Дадіані
- Георгій I — (бл. 1410–1430), син попереднього
- Маміа I — (бл. 1430–1450), син попереднього
- Маміа II — (бл. 1450–1469), син Ліпарита I Дадіані
- Кахабер II — (1469–1483), син попереднього
- Георгій I (II) — (1483–1512), син попереднього
- Маміа I (II) — (1512–1534), син попереднього
- Ростом — (1534–1564), син попереднього
- Георгій II (III) — (1564–1583 і 1587–1600), син попереднього
- Вахтанг I — (1583–1587), син попереднього; узурпатор
- Маміа II (IV) — (1600–1625), брат попереднього
- Симон I — (1625), син попереднього
- Кайхосро I (III) — (1625–1658), двоюрідний брат попереднього (син Вахтанга I)
- Деметре — (1659–1668), син Симона I
- Георгій III (IV) — (1669–1684), син Кайхосро I
- Малакіа — (1684–1685 і 1689), брат попереднього; узурпатор
- Кайхосро II (IV) — (1685–1689), син Георгія III
- Маміа III (V) — (1689–1712 і 1712–1714), брат попереднього
- Георгій IV (V) — (1712, 1714–1716 і 1716–1726), син попереднього
- Кайхосро III (V) — (1716), брат попереднього
- Маміа IV (VI) — (1726–1744), син Георгія IV
- Георгій V (VI) — (1744), брат попереднього
- Симон II — (1744–1778 та бл. 1780–1792), син попереднього
- Кайхосро IV (VI) — (1778-бл. 1780), брат попереднього
- Вахтанг II — (1792–1803), брат попереднього
- Маміа V (VII) — (1803–1823 або 1826), син Симона II
- Давид I — (1823 або 1826–1829), син попереднього

## Глави роду
- Давид I — (1829–1839)
- Давид II — (1839–1856), син Вахтанга II
- Джамбакур — (1856–1902), син попереднього

## Княжі та дворянські роди— васали
- Гігінеїшвілі,
- Гугунава,
- Еріставі-Шервашидзе,
- Зедгенідзе,
- Мачутадзе,
- Максименішвілі,
- Мгеладзе,
- Накашидзе,
- Тавдгірідзе та
- Шалікашвілі.

## Відомі представники
- Гурієль Степан Христофорович (1730–1812) — князь, генерал-майор, учасник Кавказьких походів і російсько-турецьких війн.
- Гурьялов Іван Степанович (1770–1818) — князь, російський командир доби наполеонівських війн, генерал-майор.
- Гурієлі Ніно Давидівна (нар. 1961) — радянська, грузинська шахистка, чемпіонка Грузинської РСР, міжнародний майстер.